# Municipio de Rockford (Minnesota)
El municipio de Rockford (en inglés: Rockford Township) es un municipio ubicado en el condado de Wright en el estado estadounidense de Minnesota. En el año 2010 tenía una población de 3194 habitantes y una densidad poblacional de 35,16 personas por km².

## Geografía
El municipio de Rockford se encuentra ubicado en las coordenadas 45°7′18″N 93°48′14″O / 45.12167, -93.80389. Según la Oficina del Censo de los Estados Unidos, el municipio tiene una superficie total de 90.85 km², de la cual 85,58 km² corresponden a tierra firme y (5,8 %) 5,27 km² es agua.

## Demografía
Según el censo de 2010, había 3194 personas residiendo en el municipio de Rockford. La densidad de población era de 35,16 hab./km². De los 3194 habitantes, el municipio de Rockford estaba compuesto por el 97,06 % blancos, el 0,81 % eran afroamericanos, el 0,31 % eran amerindios, el 0,69 % eran asiáticos, el 0,44 % eran de otras razas y el 0,69 % eran de una mezcla de razas. Del total de la población el 1,31 % eran hispanos o latinos de cualquier raza.